# Salvatore Commesso
Salvatore Commesso (Torre del Greco, 28 marzo 1975) è un ex ciclista su strada e dirigente sportivo italiano.
Professionista dal 1998 al 2010, in carriera ha vinto due tappe al Tour de France ed è stato due volte campione italiano in linea, nel 1999 e nel 2002. Dopo il ritiro è stato direttore sportivo del team dilettantistico Palazzago.

## Carriera

### Ciclista

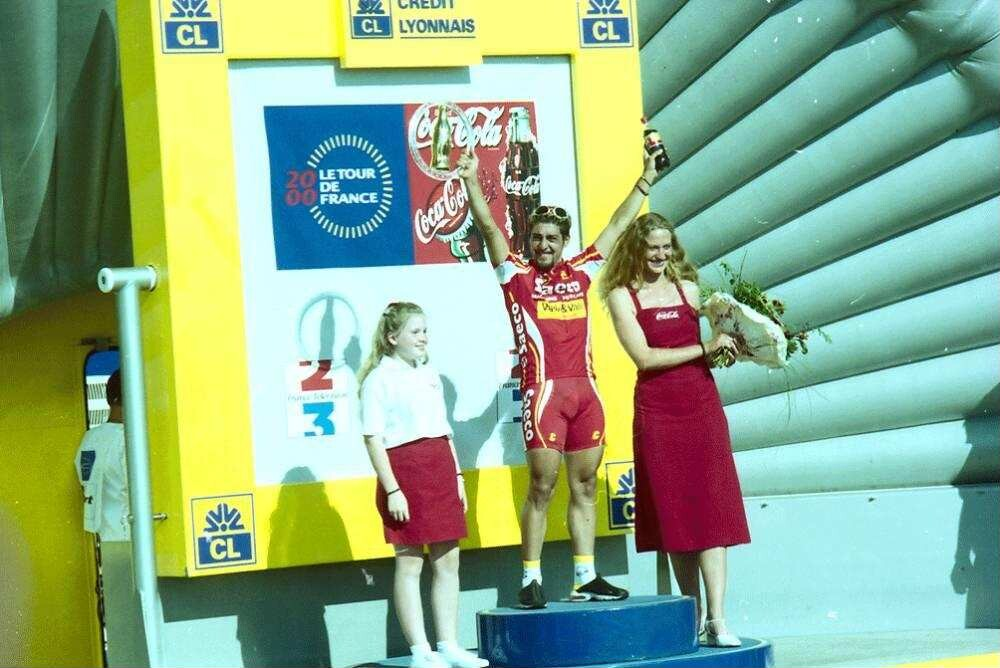
Commesso vincitore della 17ª tappa al Tour de France 2000

Soprannominato "Totò", tra i dilettanti fu attivo nel biennio 1994-1995 con formazioni bergamasche, e nel biennio 1996-1997 con la toscana Casini-Vellutex. La sua stagione migliore fu il 1997, quando vinse il Giro Ciclistico Pesche Nettarine di Romagna a tappe e, in maglia azzurra, la prova su strada ai Giochi del Mediterraneo a Bari e la prova Under-23 ai Campionati europei di Villaco.
Diventato professionista nel 1998 con la Saeco di Claudio Corti, iniziò a farsi notare già nella stagione del debutto giungendo quarto alla Classica di Amburgo e terzo al Gran Premio di Svizzera, entrambe valide per la Coppa del mondo. Nel 1999 vinse quindi il campionato nazionale su strada ad Arona e la 13ª tappa del Tour de France ad Albi.
Nel 2000 fece il bis al Tour de France conquistando la 18ª tappa della corsa a Friburgo in Brisgovia, e l'anno seguente vinse due tappe e la classifica a punti al Giro del Portogallo. Nel 2002 si riconfermò per la seconda volta campione italiano, imponendosi sul traguardo di San Vendemiano; nell'arco di dieci giorni vinse poi anche il Trofeo Matteotti ed il Criterium d'Abruzzo. Nel 2005, in seguito alla fusione tra Saeco e Lampre, passò alla Lampre-Caffita, con cui giunse secondo al Giro del Veneto. Nel 2006, gareggiando con la Lampre-Fondital, ottenne come miglior piazzamento il secondo posto nella 14ª tappa del Tour de France, battuto da Pierrick Fédrigo.
Nel 2007 venne ingaggiato dalla neonata squadra italo-russa Tinkoff, per passare nella stagione seguente alla Preti Mangimi (con cui vinse una frazione del Giro del Lussemburgo) e nel 2009 alla squadra campana, con base estone, Meridiana-Kalev Chocolate. Concluse la carriera nel 2010.

### Dopo il ritiro
Terminata la carriera agonistica e stabilitosi a Gorlago, assume il ruolo di direttore sportivo del team dilettantistico bergamasco Palazzago, affiancando lo storico ds Olivano Locatelli. Nel 2018, con l'addio di Locatelli, assume la guida tecnica del team, mantenendola fino a giugno 2021.

## Palmarès
- 1995 (Dilettanti)

G.P. Industria, Commercio ed Artigianato di Vignole di Quarrata
- 1996 (Dilettanti)

3ª tappa Barcelona-Montpellier
Prologo Baby Giro (Rovigo > Rovigo, cronometro)
4ª tappa Baby Giro (Lerici > Lerici)
Giro del Mendrisiotto
- 1997 (Dilettanti)

Memorial Giampaolo Bardelli
Classifica generale Giro Ciclistico Pesche Nettarine di Romagna
Giochi del Mediterraneo, Prova in linea
Campionati europei, Prova in linea Under-23
Medaglia d'Oro Pietro Palmieri - Trofeo Città di Bevagna
Trophée des Alpes de la Mer
- 1998 (Saeco, una vittoria)

1ª tappa Giro del Capo
- 1999 (Saeco, tre vittorie)

13ª tappa Tour de France (Saint-Flour > Albi)
Gran Premio Nobili Rubinetterie (valido come Campionato italiano)
Campionati italiani, Prova in linea
- 2000 (Saeco, una vittoria)

17ª tappa Tour de France (Losanna > Friburgo in Brisgovia)
- 2001 (Saeco, due vittorie)

3ª tappa Volta a Portugal (Santiago do Cacém > Loulé)
9ª tappa Volta a Portugal (Celorico da Beira > Águeda)
- 2002 (Saeco, tre vittorie)

Campionati italiani, Prova in linea
Trofeo Matteotti
Criterium d'Abruzzo
- 2008 (Preti Mangimi, una vittoria)

4ª tappa Giro del Lussemburgo (Mersch > Lussemburgo)

### Altri successi
2000 (Saeco, una vittoria)
Memorial Fabio Casartelli (criterium)
- 2001 (Saeco, una vittoria)

Classifica a punti Volta a Portugal
- 2002 (Saeco, tre vittorie)

Classifica della regolarità Vuelta a Burgos
Classifica dei traguardi volanti Giro di Svizzera
Circuito di Calcinate
- 2007 (Tinkoff, una vittoria)

Classifica Gran Premi della Montagna Tirreno-Adriatico

## Piazzamenti

### Grandi Giri
- Giro d'Italia

2007: 55º
- Tour de France

1999: 38º
2000: 72º
2003: 81º
2004: 124º
2005: 101º
2006: 57º
- Vuelta a España

1998: 53º
1999: 68º
2001: 135º

### Classiche monumento
- Milano-Sanremo

2000: 106º
2005: 60º
2007: 96º
- Giro delle Fiandre

2000: 18º
2002: ritirato
2003: 13º
2004: 53º
2005: ritirato
2007: 23º
- Parigi-Roubaix

1998: ritirato
1999: ritirato
2000: ritirato
2002: ritirato
2003: ritirato
2004: 36º
2005: 69º
- Liegi-Bastogne-Liegi

2006: 79º
2007: 89º
- Giro di Lombardia

2005: ritirato

### Competizioni mondiali
- Campionati del mondo

Lugano 1996 - In linea Under-23: 10º
San Sebastián 1997 - In linea Under-23: 9º
- UCI ProTour

2005: 128º
2006: 158º

### Competizioni continentali
- Campionati europei

Isola di Man 1996 -  In linea Under-23: 5º
Villaco 1997 -  In linea Under-23: vincitore
- Giochi del Mediterraneo

Bari 1997 - In linea: vincitore
- UCI Europe Tour

2007: 712º
2008: 393º
2009: 515º